# Povl Bang-Jensen
Povl Bang-Jensen (Koppenhága, 1909. április 6. – New York, 1959. november 25.) dán diplomata. A második világháború idején a washingtoni dán nagykövetség munkatársa volt.

## Élete
Az 1956-os forradalom ügye évekig szerepelt az ENSZ napirendjén, de a szovjetek miatt eredménytelenül. 1957 januárjában egy úgynevezett Ötös Bizottságot hoztak létre a történtek kivizsgálására. Ennek a bizottságnak volt a másodtitkára Bang-Jensen. 
Kéthly Annát, Király Bélát és Kővágó Józsefet nyilvános ülésen hallgatták meg, és több, mint száz személyt pedig titkos meghallgatáson. Mivel Bang-Jensen nem volt hajlandó  kiadni a magyar tanúk nevét, félve attól, hogy azok Magyarországon maradt családját meghurcolnák, Dag Hammarskjöld, az ENSZ akkori főtitkára fegyelmi eljárást indított ellene. 
Az ENSZ Közgyűlésen a „magyar ügy” tárgyalása  1959. november 25-én volt esedékes. Ezen a napon Bang-Jensent a New York-i Alley Pond Parkban átlőtt jobb halántékkal találták (egyébként balkezes volt). Halálát öngyilkosságnak minősítették.
A rendőrségi jegyzőkönyvekben már ekkor különböző halálozási dátumok szerepelnek (25 vagy 26-a). A testét 28-án már elhamvasztották, pedig felmerült a gyomorban gyanús idegen anyag jelenléte. Hamvait Dániában temették el.
Mivel nagyszerű jogász volt, gyakran lehengerelte az embereket. Igazából nem is lehetett vele vitázni. Ez bizonyos neheztelést keltett azokban az emberekben, akik beszéltek vele. Túl okos volt, és egy diplomatának nem kell túl okosnak lennie. Ezzel aztán jó sok ellenséget szerzett magának.

## Emlékezete
- Göncz Árpád köztársasági elnök posztumusz kitüntette.[pontosabban?]
- A 301-es parcellában kopjafát állítottak emlékére.
- A XI. kerületben, Sasadon, a Sasad Liget lakóparkban utcát neveztek el róla.
- A Corvin közben emléktáblát helyeztek el tiszteletére.
- A Külügyminisztérium aulájában 1998-ban mellszobrot állítottak neki.[3]
- Surányi András 2008-ban dokumentumfilmet készített haláláról.[4]
- Az enyingi Szabadság téren, a rendelőintézettel szemközti parkban 2012-ben emlékkövet állítottak a tiszteletére (Kató Balázs alkotása).[5]